# 膨大弯颈霉
膨大彎頸霉（Tolypocladium inflatum），是一種無性子囊菌，最初分離自挪威的土壤，在一定的條件下能產生免疫抑制劑环孢素。其性世代是寄生在金龜子身上，在金龜子死後形成子囊果，在無性世代是生長在土壤的白色真菌。
由於顯微形態的相似性，最初研究人員認為其是會產生環孢素的木霉菌屬真菌，因此將它命名為多孔木霉（Trichoderma polysporum）。後來甘姆斯等人認為它是一個新屬，以它的外形取名為膨大彎頸霉（Tolypocladium inflatum）。1971年，奧利地真菌學家瓦爾特·加姆斯發現一種真菌並取名為鉤狀木霉菌（Pachybasium niveum）。1983年，約翰·比賽特在研究時發現鉤狀木霉菌（Pachybasium niveum）其實就是膨大彎頸霉。依據《國際植物命名法規》，較早出現的命名有優先權，因此將這兩個名字合併改為雪白彎頸霉（Tolypocladium niveum）。然而這種真菌在醫藥工業有很大的經濟價值，醫藥公司早就大量使用膨大彎頸霉生產的環孢素A，膨大彎頸霉的稱呼早就被廣泛使用，成為最常用的名字。
1996年，凱蒂·霍琪和她的同事確認膨大彎頸霉其實是有性世代的，性世代形態與無性世代不同，性世代形態取名為短柄鹿虫草（Elaphocordyceps subsessilis）。由於2011年《國際植物命名法規》新增了「一種真菌，一個名字」的規定，不同形態不能使用不同名字，故此短柄鹿虫草之後也成為膨大彎頸霉的別名。